# Léandre Normand
Léandre Normand est un journaliste sportif, auteur et promoteur d’événements né à Palmarolle en 1946 et originaire d’Abitibi-Témiscamingue. Il est le fondateur et l'organisateur du Tour de l'Abitibi.

## Biographie

### Jeunesse
Léandre Normand est né à Palmarolle en 1946. Il évolue par la suite en tant que jeune journaliste pour l’Écho abitibien basé à Amos.

### Vie adulte
L’année de ses 23 ans, en 1969, Normand organise le premier Tour de l’Abitibi : un événement qui en est désormais à sa 53e édition. Durant les années 70, il occupe la fonction de président de la Fédération cycliste du Québecet devient par la suite directeur général du Tour de l'Abitibi, de 1975 à 1978. Il subit un accident de la route en 1977 et perd la capacité d'écrire de la main gauche.

## Tour de l'Abitibi
En 1988, il publie son premier livre La Route des champions : les 20 ans du Tour de l’Abitibi.  « Ce qui me rend le plus fier, c’est qu’il soit encore là 50 ans plus tard. Pour moi, c’est plus ça que l’aspect international qu’il a acquis » (Alain Bergeron, paragr. 4). Ce sont les paroles rapportées de Léandre Normand qui montre son attachement à son projet et son grand amour pour le cyclisme.

## Liste des ouvrages

### Livres
- La Route des champions : les 20 ans du Tour de l'Abitibi, 1988[3]
- La glorieuse histoire des Canadiens, 2003 [4]
- Les Légendes des Canadiens : Les 100 joueurs qui ont marqué l'histoire, 2009[5]
- De la main gauche : chroniques abitibiennes, août 2011[6]
- Les Canadiens et la Coupe Stanley : 24 conquêtes qui font l'histoire, 2016[7]
- 100 Moments historiques des Canadiens, 2017
- La Route des champions : les 50 ans du Tour de l'Abitibi, 2018[8]
- Henri Richard, la légende aux 11 coupes Stanley, 2021[9]
- Hector "Toe" Blake, l'ours au cœur tendre, juin 2022[10]

#### Articles en liens
- « 15 objets ou situation pouvant exaspérer les gauchers », 2017[11]
- « Une biographie pour découvrir Henri Richard », 2020[12]

## Prix et mérites

### Tour de l'Abitibi
Léandre Normand est l'organisateur du premier Tour de l'Abitibi en 1969. Il s'implique aussi dans les éditions suivantes du Tour de l'Abitibi en tant que membre de la Fédération cycliste du Québec.
En 2022, Normand reçoit la médaille de l’Assemblée nationale.

### Dédicaces et conventions
Léandre Normand participe aussi à de nombreuses séances de dédicaces, notamment au salon du livre à Montréal en 2022. Il fait la promotion d’importants salons de collectionneurs depuis le début des années 2000.